# José Pella y Forgas
José Pella y Forgas (Bagur, 1852-Barcelona, 9 de octubre de 1918) fue un político, publicista e historiador español, de ideología catalanista.

## Biografía

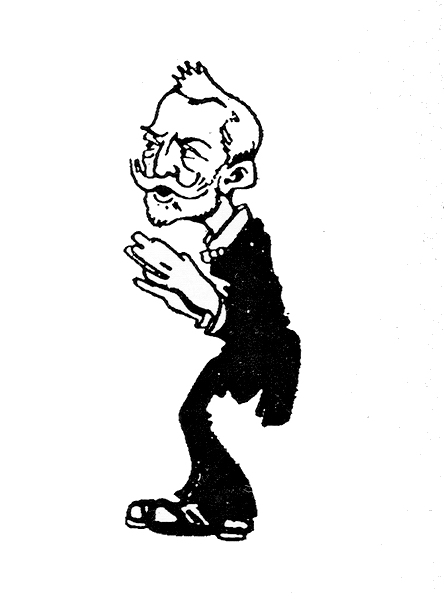
Caricatura de Pella y Forgas

Nacido en Bagur en 1852. Miembro fundador de la organización Jove Catalunya, defendería que el nombre de Cataluña derivaba de Gotholandia. En 1878 publicó junto a José Coroleu Los Fueros de Cataluña, donde trataron las características de las normas legales medievales catalanas. En 1883 publicó la obra Historia del Ampurdán.
En «Estudios de Etnología Catalana» (1889) planteó una especificidad étnica de los catalanes, diferente de la castellana o la francesa, debido entre otras razones a un «cráneo sardo», que también estaría presente en valencianos y mallorquines.
Elegido diputado en Cortes por el distrito de Gerona en las elecciones de 1896, desempeñó el cargo entre 1896 y 1898.
Falleció el 9 de octubre de 1918 en Barcelona.